# Vardadzor
Vardadzor (in armeno Վարդաձոր?) è un comune dell'Armenia di 3 112 abitanti (2009) della provincia di Gegharkunik.